# Klængur Þorsteinsson
Klængur Þorsteinsson (1102-28 de febrero de 1176) fue el quinto obispo de Skálholt, Islandia entre 1152 y 1176. Era hijo de Þorsteinn Arnórsson (n. 1070), un descendiente de Síðu-Hallur y Halldóra Eyjólfsdóttir (n. 1074) pertenecía al clan familiar de los Reykhyltingar.
Su nominación como bispo fue accidental, ya que Hallur Teitsson había sido elegido sucesor de Magnús Einarsson, pero falleció durante su viaje al extranjero, en los Países Bajos (1150). Fue ordenado obispo por el arzobispo Áskel en Lund, el 6 de abril de 1152. Klængur fue un hombre educado y escaldo. Erigió una stavkirke (iglesia medieval de madera) en Skálholt, con madera transportada en dos naves desde Noruega, pero se quemó en 1309 por un rayo durante una tormenta. También fue responsable de la construcción de dos monasterios en Þykkvabæjar y Flatey. Fue un obispo muy respetado y querido. Eligió a Þorlák Þórhallsson, como sucesor.
El perfil humano de Klængur era muy dispar según fuentes; por un lado hay versiones que ensalzan su humildad y sencillez, incluso se decía que caminaba descalzo sobre la nieve y el hielo, sin embargo en Jóns saga helga se le atribuyen gustos exquisitos y caros, con recepciones y banquetes de 840 personas durante una ordenación.
Se casó con Ingveldur Þorgilsdóttir (n. 1129), una hija de Þorgils Oddson, y fruto de esa relación nació una hija, Jóra Klængsdóttir (1159 - 1196) que sería esposa de Þorvaldur Gissurarson.